# Corte por arco-aire
El corte por arco-aire es técnicamente un proceso de mecanizado por el cual un potente chorro de aire a presión barre el metal de la zona de corte, fundido por efecto de un arco eléctrico provocado con un electrodo situado en la parte delantera de la zona de barrido.
El equipamiento es el mismo que el necesario para la soldadura por arco, salvo que el portaelectrodos incluye unos orificios para la salida del aire a presión, y se necesita por tanto un caudal adicional de aire comprimido. Las medidas de seguridad a mantener para el uso y mantenimiento de estos equipos de corte son las mismas que para los de soldadura eléctrica.
Los electrodos a utilizar están compuestos en un 90 % por grafito y el resto de carbono, recubiertos por una fina capa de cobre cuya misión es facilitar el paso de corriente y evitar la corrosión de la pieza que pudiera ser provocada por el chorro de aire. Este aire tiene que ser completamente seco y muy caudaloso, por lo que se precisa de potentes compresores que lo filtren y proporcionen un volumen de entre 700 y 1000 litros por minuto, lo que mantiene una presión de trabajo de 6 kg/cm2. Se necesita principalmente de corriente continua con polaridad inversa.
La primera evidencia de este corte, es que al ser necesario establecer un arco eléctrico, el material a cortar ha de ser necesariamente conductor, lo que reduce su aplicación a la gama de metales empleados en calderería (acero, fundición, magnesio, aluminio). Su principal ventaja es que su naturaleza de arco y gracias a su barrido de aire le convierten en un sistema ideal para realizar limpiezas y levantar cordones de soldadura.